# Cajapió
Cajapió este un oraș în Maranhão (MA), Brazilia.